# ブノワ・ヴァランタン
ブノワ・ヴァランタン（Benoît Valentin、1992年12月8日 - ）は、フランスのリヨン・エキュリ出身のフリースキーヤー。種目はハーフパイプ。使用しているスキー板のブランドはロシニョールのScratch。

## 生い立ち
2003年、11歳の時からLa Plagne sports clubでフリースタイルスキーを始める。ホームゲレンデはフランスのサヴォワ県ラ・プラーニュ。初めの頃は、モーグル、ハーフパイプ、スロープスタイルの練習をしていた。15歳から16歳の時に、ハーフパイプに専念するようになった。
2011年11月からロシニョールのライダーとなった。
プロフリースキーヤーを目指す子どもたちに向けて「熱心に練習しよう、そして決してあきらめないこと。でも一番大切なのは"楽しむこと"。」と述べている。

## 戦歴
2011年1月のFIS主催ワールドカップ(オーストリア大会)で初の表彰台となる2位になる。
2014年2月にロシアのソチで開催されたソチオリンピックではハーフパイプ種目で10位。
2015年8月のFIS主催ワールドカップ(ニュージーランド大会 Audi quattro Winter Games NZ)では同じフランス出身のケビン・ローランド、トーマス・クリーフに次ぐ3位。
お気に入りのトリックはダブルコーク1260。

## スポンサー
- Rossignol
- Billabong
- Caradiboi
- La Plagne
- Sosh
- Reush
- UCPA